# چیپس (فیلم)
چیپس (به انگلیسی: CHiPs) فیلمی محصول سال ۲۰۱۷ و به کارگردانی دکس شپارد است. در این فیلم بازیگرانی همچون دکس شپارد، مایکل پنیا، رزا سلزار، آدام برودی، وینسنت دن آفریو، جسیکا مک‌نامی، رایان هانسن، ایسایا ویتلک جونیور، ریچارد تی جونز، کریستن بل، جین کاچمارک، جاستین چتوین، ویدا گوئرا، دیوید کوچنر، اد بیگلی. جی آر، مگالین اچیکاوکی، مرین دانجی، بن فالکون، می ویتمن و اندرو هاوارد ایفای نقش کرده‌اند. 